# 바카리야 전투
바카리야 전투는 사우디아라비아의 통일작전 당시 사우디와 라쉬디 사이에서 사우디-라쉬디 전쟁 도중 일어난 중요한 전투다. 이 전투는 1904년 6월 카심 지역에 있는 바카리야 마을에서 벌어졌다.
이븐 사우드가 딜람 전투에서 승리 한 뒤, 이븐 사우드는 카심을 정복해서 세력의 힘을 더 키우고 라쉬디와 라쉬디의 동맹인 오스만의 힘을 약화시키려 했다. 양 측에서 많은 사상자가 났지만, 사우디가 이 전투에서 승리한다.

## 참고 자료
- 아랍어 위키백과의 바카리야 전투